# Spy vs. Spy (videogioco 2005)
Spy vs. Spy è un videogioco a piattaforme sviluppato da Vicious Cycle Software e pubblicato da Global Star Software e Mad nel 2005 per le console Xbox e PlayStation 2. 
Il titolo si basa sulle strisce a fumetti Spy vs. Spy della rivista Mad Magazine, dalle quali riprende le due spie protagoniste in una nuova storia dove tornano a darsi battaglia fra loro. Si tratta del primo gioco in vero 3D sul fumetto, dopo una serie classica iniziata con Spy vs. Spy del 1984. Tra le modalità di gioco è presente la possibilità di scegliere tra Classica (molto simile a quella presente nei giochi degli anni '80) e Moderna (che introduce nuove ambientazioni). 
Fu pianificata anche una versione per GameCube, ma fu poi annullata.

## Modalità di gioco

### Storia
In questa modalità un giocatore può controllare la spia nera o quella bianca con cui dovrà completare una serie di missioni composte da rompicapo, vari nemici e una spia nemica che fungerà da boss. La scelta di uno dei due personaggi non comporterà a nessun cambiamento in quanto saranno presenti gli stessi identici gadget e armi in entrambe le campagne, così come gli obiettivi da conseguire.

### Moderna/Classica
Entrambe possono essere giocate da una sola persona oppure in multigiocatore. Lo scopo di queste due modalità è quello di recuperare quattro artefatti custoditi nelle casseforti (una valigetta in quella Classica) prima della spia rivale, fuggendo tramite l'utilizzo di un ascensore (Classica) o di un altro veicolo come ad esempio una mongolfiera (Moderna). Il vincitore è colui che riesce ad ottenere tutti gli oggetti fuggendo dalla mappa. La differenza presente tra le due modalità è che in quella Moderna i livelli saranno tutti diversi fra loro mentre in quella Classica saranno molto simili alla controparte del cartone animato degli anni '60.
I livelli della versione Moderna sono: The Mansion (una villa), The Kooky Carnival (un circo), The Robot Factory (una fabbrica di robot), The Oil Rig (un cantiere), The Haunted House (una casa infestata), The Volcano Lair (un nascondiglio posto in un vulcano), Area 51 (l'omonima area) e The Space Station (una stazione spaziale) mentre in quella Classica è sempre il medesimo ambientato in un ufficio e cambierà solamente il piano in cui i due personaggi ruberanno gli oggetti.

### Multigiocatore
In questa modalità si aggiungono altre due spie, una rossa e una blu, entrambe invenzione del videogioco e perciò mai apparse nelle strisce a fumetti o nella serie animata. Lo scopo è quello di uccidere tutte le altre spie, rubando le loro bandiere dai loro nascondigli, utilizzando oggetti per superare le difese di sicurezza. Può essere intrapresa sia nell'epoca Classica che in quella Moderna.

## Accoglienza
| Testata                            | Versione  | Giudizio |
| ---------------------------------- | --------- | -------- |
| GameRankings (media al 09-12-2019) | Xbox      | 54.37%   |
| GameRankings (media al 09-12-2019) | PS2       | 39.57%   |
| Metacritic (media al 18-03-2020)   | Xbox      | 53/100   |
| Metacritic (media al 18-03-2020)   | PS2       | 38/100   |
| 1UP.com                            | Xbox      | C        |
| Eurogamer                          | Xbox      | 4/10     |
| GameSpot                           | Xbox      | 4.3/10   |
| GameSpy                            | Xbox      | 2/5      |
| GameZone                           | Xbox      | 6/10     |
| IGN                                | Xbox      | 4.5/10   |
| OXM                                | Xbox      | 5.4/10   |
| TeamXbox                           | Xbox      | 6.4/10   |
| VideoGamer.com                     | Xbox, PS2 | 2/10     |
| X-Play                             | Xbox      | 2/5      |
| Detroit Free Press                 | Xbox      | 2/4      |
| The Sydney Morning Herald          | Xbox, PS2 | 2/5      |

La versione per Xbox ha ricevuto recensioni miste, mentre quella per PlayStation 2 negative.
Darryl Vassar di 1UP.com lo definì come "troppo veloce" o estremamente duraturo, trovando Spy vs. Spy non abbastanza divertente per continuare una partita oltre i 20 minuti, vedendo più difetti, come lo stile generale, che pregi, come il gioco online. Ellie Gibson di Eurogamer nonostante la presenza di un prezzo basso a cui veniva venduto al lancio si sentì di sconsigliarlo lo stesso dall'acquisto anche ai gran fanatici dell'originale, trovandolo poco simile.
Jeff Gerstmann di GameSpot trovò come punti di forza il gran numero di modalità di gioco contro il fatto che quest'ultime non fossero davvero divertenti, una giocabilità povera, la modalità giocatore singolo non lascia molti indizi su come proseguire ogni missione, la modalità Classica troppo distaccata dall'originale e la grafica che non trasmette il vecchio stile. GameZone lo trovò divertente da giocare con alcuni amici (anche online) tuttavia nel giro di poco tempo un qualsiasi giocatore lo avrebbe trovato presto noioso per via dei comandi poco pratici e dell'offerta limitata di gioco, consigliandone il noleggio definendolo più come un videogioco party proprio come accadde per la controparte uscita su NES.
David Clayman di IGN lo trovò carente rispetto ad altri titoli dello stesso genere, definendo i controlli non terribili ma lo stile di gioco di base della modalità storia insignificante, trovando difficile tenere qualcuno interessato oltre i cinque minuti mentre quella Classica è il miglior motivo per giocarci, ma non tale da ritenerlo un acquisto valido. Matthew Fisher di Team Xbox trovò il prezzo budget di 20$ il giusto per un gioco di questo genere, definendo il sistema di combattimento solido e lo stile di spionaggio qualcosa di diverso da altri videogiochi dello stesso genere. Tuttavia le modalità di gioco non variano molto e l'esperienza per un singolo giocatore poco sviluppata, risultando così uno dei quei titoli da giocare nei primi giorni dall'acquisto per poi riporlo successivamente assieme al resto della collezione. Consigliò anche lui il noleggio per quei giocatori che erano alla ricerca di una svolta nuova e interessante soprattutto nel multigiocatore, ma la mancanza di profondità lo rende un acquisto per i soli fan di Spy vs. Spy.
Ian Dransfield di VideoGamer.com nel suo verdetto disse "Evitatelo come la peste", Justin Leeper di X-Play lo consigliò per il fatto di essere economico e classificato come T (Teen) dall'Entertainment Software Rating Board rendendolo adatto per i genitori che volevano fare un acquisto non troppo dispendioso e nemmeno troppo violento per i loro figli e per gli appassionati della rivista Mad Magazine (la testata del fumetto originale). Nonostante ciò affermò che ci fossero innumerevoli alternative migliori per più giocatori ed in una battaglia a confronto con altri videogiochi di questo tipo le spie "muoiono".
Heather Newman di Detroit Free Press fece delle affermazioni positive, vedendo come bella la varietà delle trappole utilizzabili ed il gioco online molto divertente, però trovandolo assente dalla profondità di titoli dal budget più elevato e la mancanza dell'appeal del fumetto originale per superare i propri limiti.
Mike Wilcox di The Sydney Morning Herald vide come divertenti le cinque modalità multigiocatore dove l'azione poteva essere sempre più imprevedibile e frenetica contro un massimo di tre amici ma nonostante il prezzo economico lo reputò una delusione per chi amasse i personaggi originali per via della mancanza dell'umorismo delle strisce originali e di uno stile a piattaforme mal sviluppato.

## Remake
Intorno al 2018, ONIGAME Team stava sviluppando un sequel e un remake, intitolato Spy vs. Spy vs. Spy (o Spies). Il progetto è stato sospeso per molto tempo fino a quando non è stato infine annullato in quanto ONIGAME aveva chiesto i diritti per il gioco a Eric Peterson (uno degli sviluppatori di Vicious Cycle Software che ha prodotto il titolo originale) senza però chiedere l'autorizzazione della DC Entertainment che deteneva l'IP Spy vs. Spy.